# Міхара (Хіросіма)

34°23′51″ пн. ш. 133°4′43″ сх. д. / 34.39750° пн. ш. 133.07861° сх. д.
Міха́ра (яп. 三原市, みはらし, МФА: [mʲihaɾa ɕi̥]) — місто в Японії, в префектурі Хіросіма.

## Короткі відомості

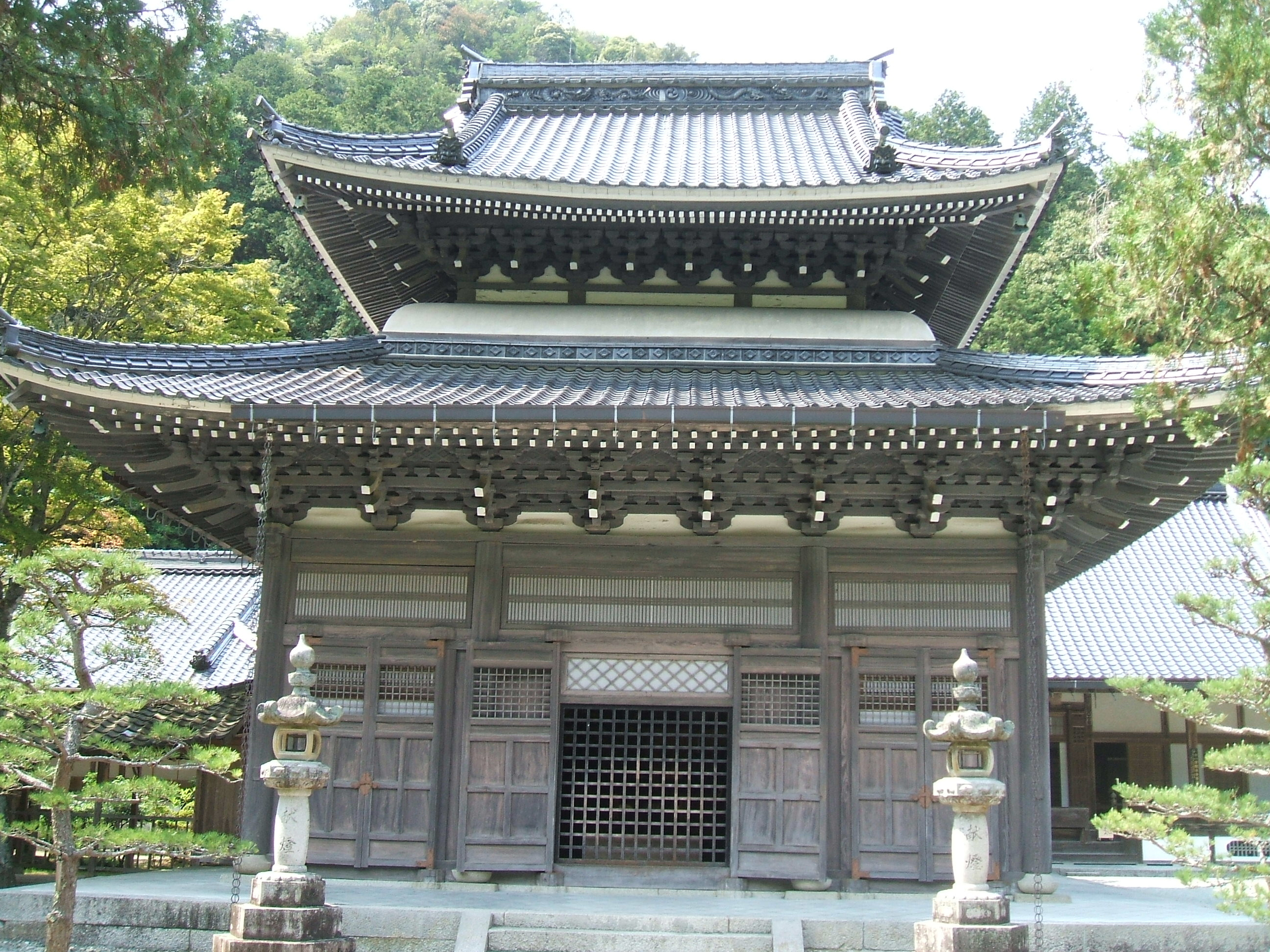
Монастир Буцудзі.

Міхара розташована в південно-центральній частині префектури Хіросіма, на березі Внутрішнього Японського моря, в дельті річки Нута.
Через Міхару проходять головна лінія Санйо та лінія Куре залізниці JR, лінія швидкісного потягу сінкансен, державні автошляхи № 2, № 185, № 486, а також автострада Санйо. В місті розташована транспортна розв'язка Міхара-Куй. Міхарський порт сполучається з містом Імабарі на острові Шікоку та населеними пунктами на малих островах Внутрішнього Японського моря. На території Міхари розташовано міжнародний аеропорт Хіросіма.
Основою економіки Міхари є сільське господарство, текстильна і машинобудівна промисловість, виробництво електротоварів, комерція. З 1995 року в місті працює Префектурний університет добробуту..
До історичних пам'яток Міхари належать руїни Міхарського замку, дзенівський монастир Буцудзі, монастир Бейсандзі, могили роду Кобаякава, монастир Сокодзі, святилище Міцуґі-Хатіман тощо. Поруч з Буцудзі працює громадський префектурний парк, в центрі якого знаходиться гора Фудекаґе (313).
Станом на 1 жовтня 2007 площа міста становила 471,03 км². Станом на 1 червня 2011 населення міста становило 99 779 осіб.

## Історія
Міхара була заснована 1582 року самурайським володарем Кобаякавою Такакаґе як призамкове містечко Міхарського замку. Початково воно було ремісничою базою японських піратів Внутрішнього Японського моря.
З 1619 по 1868 роки Міхарою керували самураї роду Асано, господарі Хіросіма-хану. 1923 року, після спорудження текстильного заводу компанії Тойо та машинобудівного заводу компанії Міцубісі, містечко стало розвиватися як промисловий центр.
15 листопада 1936 року Міхара отримала статус міста шляхом об'єднання з містечком Ітодзакі, а також селами Яманака, Нісіно, Сунамі та Нодоура. 1953 року місто приєднало до себе села Наґатані та Явата, 1954 року — села Нумата-Нісі, Коїдзумі, Нумата-Хіґасі, а 1956 року — містечко Сайдзакі, села Такасака та Саґіура. 2005 роду до складу Міхари увійшли містечка Дайва, Хонґо і Куй.